# Matchbook Romance/Motion City Soundtrack
Matchbook Romance/Motion City Soundtrack è uno split tra i due gruppi della Epitaph Records Matchbook Romance e Motion City Soundtrack, pubblicato il 6 settembre 2004. Ogni band ha contribuito con una canzone originale (In Transit (For You) per i Matchbook Romance e Sunday Warning per i Motion City Soundtrack) ed una versione acustica di una loro canzone (Playing for Keeps dall'album di debutto Stories and Alibis per i Matchbook Romance e When "You're" Around da I Am the Movie per i Motion City Soundtrack).

## Tracce
1. In Transit (For You) – 5:25
2. Playing for Keeps (acoustic) – 4:09
3. When "You're" Around – 3:04
4. Sunday Warning – 3:47